# 타지마할 호텔

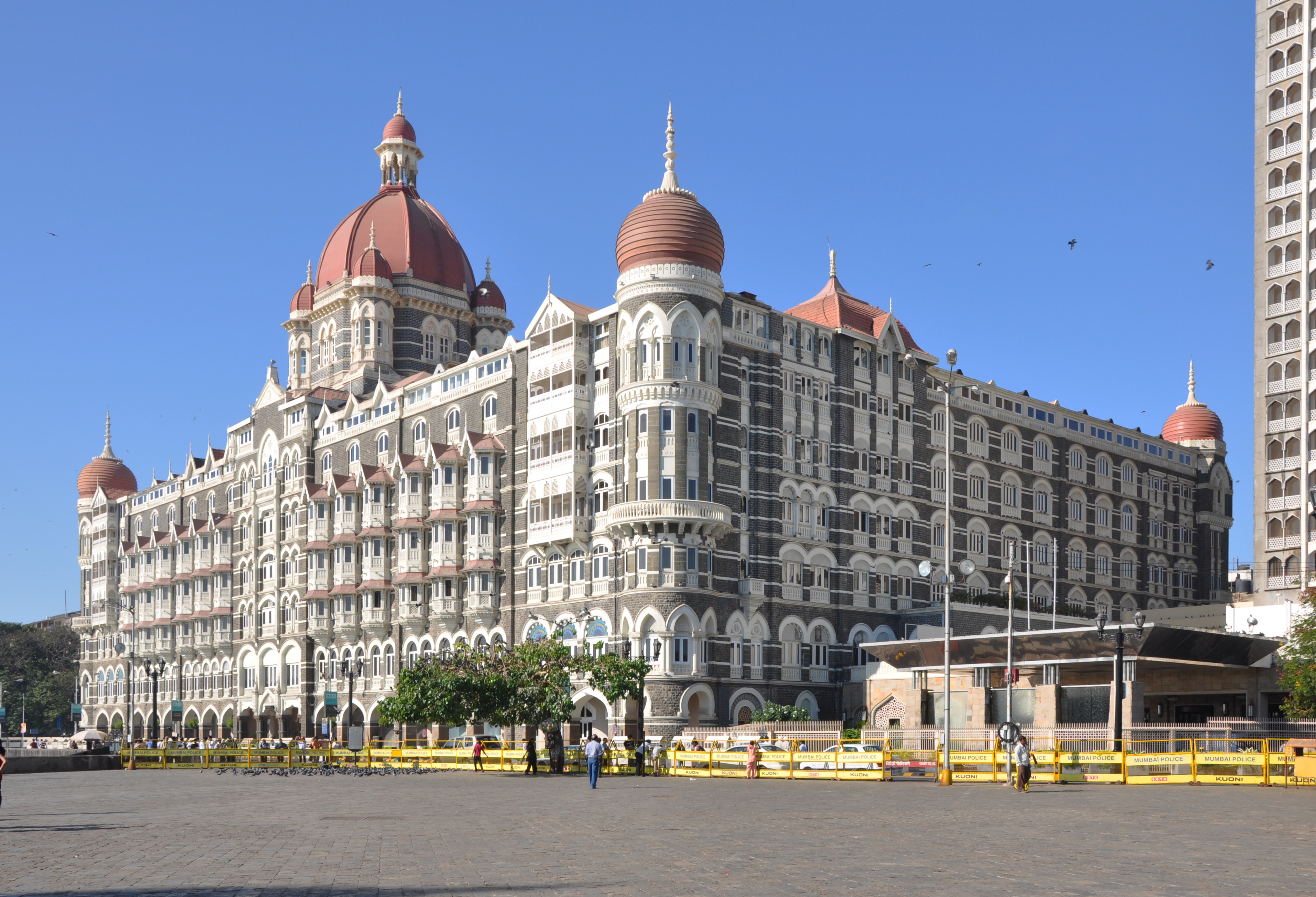
타지마할 호텔의 모습

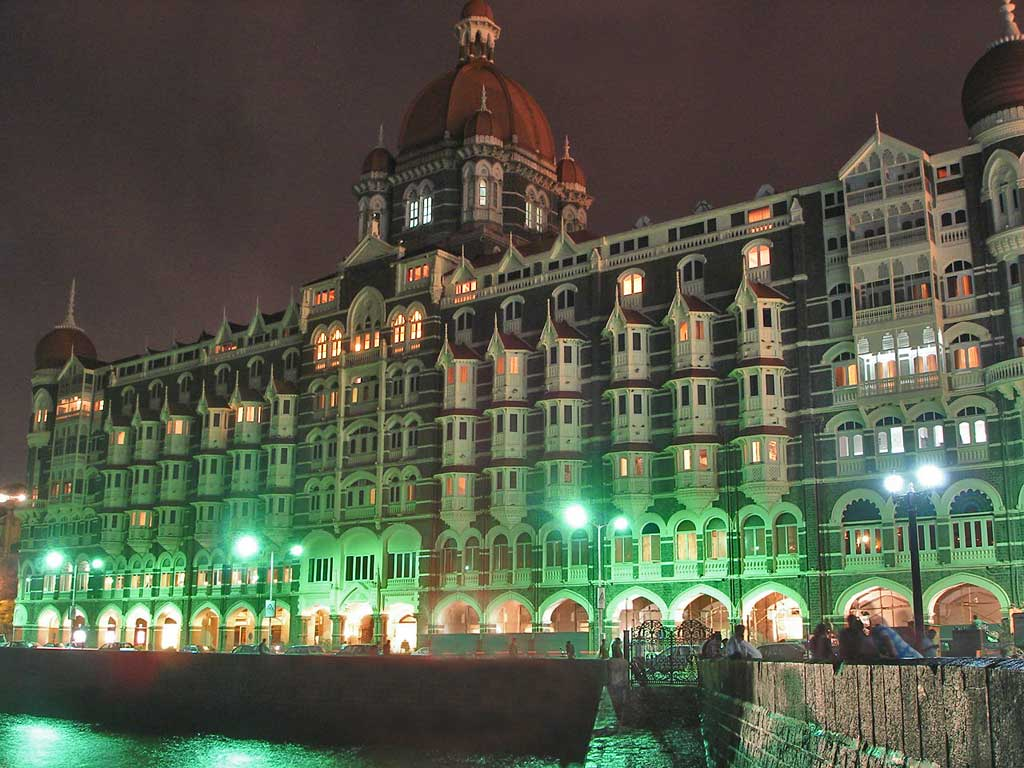
타지마할 호텔의 야경

타지마할 호텔은 인도 뭄바이의 고급 호텔이다. 호텔 건물은 100년이 넘었고, 565개의 객실이 있다. 1903년 12월 6일 문을 열었다.

## 역사
1903년 12월 16일, 타미자할 호텔이 개업하였다. 이후로 뭄바이에서 제일의 호텔이 되어 인도를 방문하는 세계의 정치가 및 왕족과 귀족, 유명 인사들이 이 호텔에서 머물렀다. 1973년, 그린스 호텔 부지에 고층 타워동을 지어 현재에 이르렀다. 2008년 11월 26일 뭄바이 테러에서 테러리스트에게 점령되어 수많은 관광객이 살해되었다. 특수부대가 투입되어 3일 후에 진압되었지만, 관내가 손상되었고 팰리스동의 최상층과 지붕은 테러 직후에 일어난 화재로 소실되었다.

## 같이 보기
- 레오폴드 카페
- 차트라파티 시바지역